# Masanobu Matsunami
Masanobu Matsunami (松波 正信?, Matsunami Masanobu; Prefettura di Gifu, 21 novembre 1974) è un allenatore di calcio ed ex calciatore giapponese, di ruolo attaccante.

## Palmarès

### Individuale
- Capocannoniere della Coppa J. League: 1

2001 (4 gol, a pari merito con Shōji Jō, Tatsuhiko Kubo, Wagner Lopes, Masashi Nakayama e Tuto)